# Goiânia-Santa Genoveva flygplats
Goiânia-Santa Genoveva internationella flygplats (portugisiska: Aeroporto Internacional de Goiânia - Santa Genoveva) är en flygplats i Goiânia i Goiás i Brasilien. Flygplatsen ligger 746 meter över havet.
Terrängen runt flygplatsen är huvudsakligen platt, men åt nordost är den kuperad. Runt flygplatsen är det tätbefolkat, med 947 invånare per kvadratkilometer.. Närmaste större samhälle är Goiânia, 6,3 km sydväst om flygplatsen.
Omgivningarna runt flygplatsen är huvudsakligen savann.